# Fontane (Kartoffel)

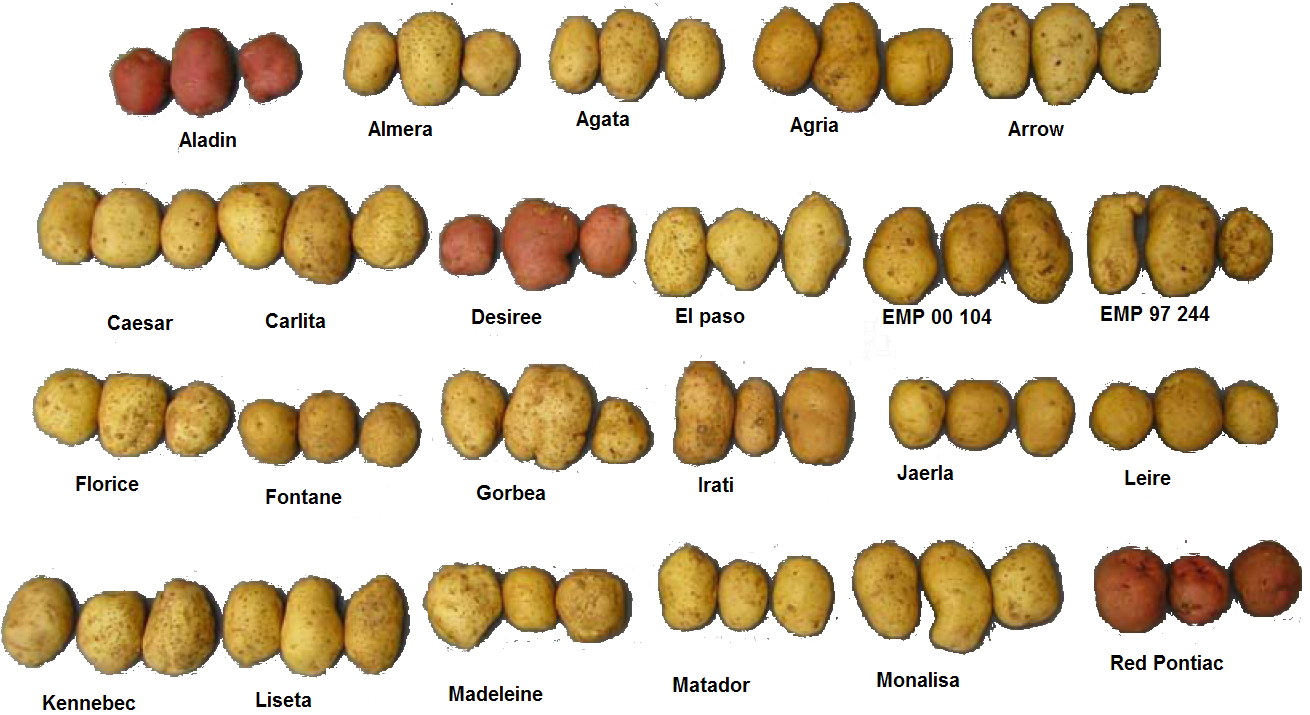
Fontane und weitere Kartoffelsorten

Fontane ist eine mittelfrühe Kartoffelsorte. Sie wird überwiegend für die Pommes-frites-Herstellung genutzt, ihr Stärkegehalt ist im Mittel der Jahre eher überdurchschnittlich. Für den wirtschaftlichen Anbau sind rund 45.000 Pflanzen je Hektar anzustreben. Fontane ist sehr Kalium-bedürftig, weshalb eine gesplittete Kaliumgabe im Herbst und Frühjahr angeraten wird; auf Kaliumblattdüngung mit Kaliumnitrat reagiert sie positiv.
Die Sorte Agria war Züchtungsgrundlage der Sorte Fontane.